# 名山金剛寺
名山金剛寺位於四川省雅安市名山縣，文物遺址年代判定為明。2012年7月16日公佈為第八批四川省文物保護單位。
名山金剛寺位於四川省雅安市名山縣車嶺鎮企剛村，始建於唐代，明代正統重建。建築坐西北向東南，占地面積321平方米。整個建築現存大殿和右廂房，大殿前有石質香爐，院壩鋪地石板為原有石板。台基用用紅砂石條石圍砌，垂帶踏道五階；木結構梁架抬梁式，八架椽袱前後乳袱劄牽用四柱，前實一步廊，重簷懸山屋頂，屋脊上有鵝尾裝飾（左已毀），上下均施斗拱，五鋪作雙抄雙下昂，明問寬6.32米，次問寬3.29米，進深三間12.78米，通高8米。名山金剛寺反映了明代建築藝術成就，是研究我國古代建築藝術難得的實物資料，具有很高的歷史、藝術和科學價值。1987年，名山金剛寺被名山縣人民政府公佈為縣級文物保護單位。